# Prințul Eduard, Duce de Kent și Strathearn
Prințul Eduard, Duce de Kent și Strathearn (Edward Augustus; n. 2 noiembrie 1767 – d. 23 ianuarie 1820) a fost membru al Familiei Regale Britanice, al patrulea fiu al Regelui George al III-lea și tatăl Reginei Victoria.
Prințul Eduard a fost numit Duce de Kent și Strathearn și Conte de Dublin în 23 aprilie 1799 și, câteva săptămâni mai târziu, numit General și comandant-șef al forțelor Britanice în America de Nord; în 23 martie a fost numit Guvernator al Gibraltarului, funcție pe care a deținut-o nominal până la moarte. Ducele de Kent a fost numit Mareșal al Forțelor 3 septembrie 1805.
El a fost primul membru al familiei regale care a trăit în America de Nord pentru o perioadă mai lungă decât o vizită scurtă și primul prinț ce a intrat în Statele Unite după independență, în 1794.

## Tinerețea

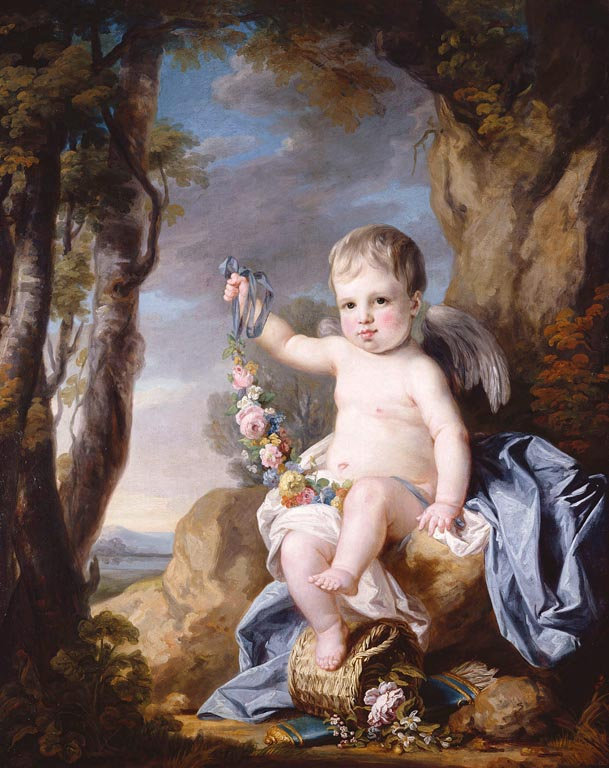
Prințul Eduard copil.

Prințul Eduard s-a născut pe 2 noiembrie 1767. Tatăl său era deținătorul tronului, George al III-lea, băiatul cel mai mare al lui Frederick, Prinț de Wales si al Augustei de Saxe-Gotha. Mama sa era Regina Charlotte (născută Ducesa Charlotte de Mecklenburg-Strelitz), fiica Ducelui Charles Louis Frederick de Mecklenburg-Sterlitz.
Ca fiu al monarhului Britanic, el a primit de la naștere titlul de Înălțimea Sa Prințul Edward, și era al patrulea în linia de succesiune la tron. El a primit numele după unchiul său patern Ducele de York și Albany, care murise cu câteva săptămâni mai devreme și care fusese înmormântat la Westminster Abbey cu o zi înainte de nașterea sa.
Prințul Edward a fost botezat la 30 noiembrie 1767; nașii săi au fost Prințul Moștenitor de Brunswick-Luneburg (unchiul patern prin căsătorie, reprezentat de Contele de Hertford, Lordul Chamberlaine), Ducele Charles de Mecklengurg-Strelitz (unchiul matern, reprezentat de Contele de Huntingdon), Prințesa moștenitoare de Brunswick-Wolfenbuttel (mătușa paternă, reprezentată de altcineva) și Contesa de Hesse-Kassel (mătușa maternă și paternă în același timp, reprezentată de către Ducesa de Argyll).

## Armata
Prințul și-a început pregătirea militară în Germania în 1785. Regele George al III-lea a intenționat să îl trimită la Universitatea din Göttingen, dar s-a răzgândit în urma sfatului Ducelui de York. În schimb, Prințul Edward a mers la Lüneburg și mai târziu la Hanovra, acompaniat de către tutorele sau, Baronul Wangenheim. Între 1788 și 1789 și-a completat educația la Geneva.
În 1790 s-a întors acasă fără permisiune, și în dizgrație, a fost trimis în Gibraltar ca simplu ofițer și a adus-o cu el din Marsilia pe Doamna de Saint-Laurent.

### Canada
A fost trimis în Canada în 1791. În cea mai mare parte a carierei sale în Canada a locuit în Halifax, Noua Scoție și a fost activ în formarea apărării militare a portului pentru a proteja baza Navală Regală, și influențarea instituțiilor socio-politice și economice ale coloniei și orașului. 
Prințul a fost avansat la gradul de general-maior în octombrie 1793 iar în anul următor a servit cu succes în campanile din Indiile de Vest, primind mulțumiri de la parlament. Tatăl său i-a refuzat atunci întoarcerea acasă, și a fost avansat ca locotenent-general în ianuarie 1796.
I s-a permis să se întoarcă în Anglia doar după ce a suferit o cădere de pe cal, în 1798. Pe 24 aprilie 1799, a fost numit Duce de Kent și Strathearn și Conte de Dublin, a primit mulțumirile parlamentului și un venit de 12,000 £ și a fost mai târziu, în mai, avansat la gradul de general și numit Comandant-șef al Forțelor Britanice în America de Nord. A primit permisiunea parinților săi pe 22 iulie 1799 și a plecat cu vaporul la Halifax. A părăsit Halifax doar 12 luni mai târziu și a ajuns în Anglia pe 31 august 1800 unde îl aștepta numirea ca Lord locotenent al Irlandei.

### Gibraltar

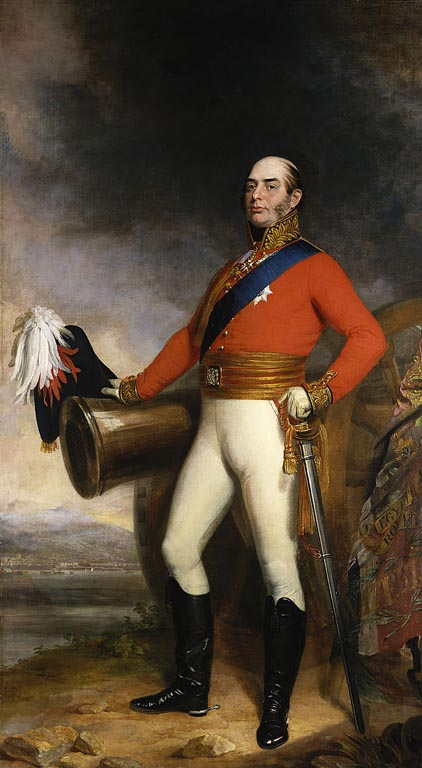
Portretul Prințului Eduard de George Dawe, 1818

Numit Guvernatorul Gibraltarului de către Biroul de Război, publicat pe 23 martie 1802, Ducele și-a luat postul în primire pe 24 mai 1802 cu ordin expres de la guvern de a restaura disciplina printre trupele bete, dar disciplina sa aspră a provocat dezastru iscând o răscoală printre soldați în regimentul său și al 25-lea Regiment, în Ajunul Crăciunului 1802. Ducele de York, pe atunci Comandant șef al Forțelor, l-a chemat înapoi în mai 1803 după primirea rapoartelor privind răscoala, dar în ciuda ordinului său direct a refuzat să se întoarcă în Anglia până la sosirea noului succesor. I s-a refuzat permisiunea de a se întoarce în Gibraltar pentru o anchetă și deși i s-a permis să continue gurvernarea Gibraltarului până la moarte, nu i s-a permis să se întoarcă.
Ca o consolare pentru sfârșitul carierei sale militare active la vârsta de 35 ani, a fost avansat la gradul de mareșal și numit Ranger al Hampton Court Park pe 5 septembrie 1805 ceea ce i-a  oferit rezidența în ceea ce acum se numește Pavilionul. Fratele său marinar, William, ce avea copii pe care trebuia să îl întrețină a fost numit Ranger al Bushy Park în 1797. El a continuat să servească ca si colonel onorific al 1st Regiment of Foot (the Royal Scots) până la moarte.
Deși s-a dovedit a fi un dezastru ca soldat și deși comportamentul său a fost până la un punct, ca al colegilor săi, s-a sugerat că excesele sale ca disciplină militară nu erau trăsături ale caracterului său natural, ci erau învățate de la tutorele său Baronul Wangenheim. Desigur, Wangenheim, acordându-i o alocație foarte mică, l-a obișnuit cu împrumuturile la o vârstă foarte fragedă. Ducele a aplicat aceeași disciplină militară îndatoririlor sale personale ca cea pe care o cerea celorlalți, probabil separând comportamentul militar corespunzător de cel civil. El a introdus prima școală regimentală. Ducele de Wellington l-a considerat un orator de prima mână. El a fost interesat tot timpul de experimentele sociale ale lui Robert Owen, a votat pentru emancipare catolică și a susținut literatura, Biblia și societățile anti-sclavie.
Fiica sa Victoria, după ce a auzit ideile Lordului Melbourne, a adăugat în jurnalul său privat din data de 1 august 1838 “din ceea ce am auzit, era cel mai bun dintre toți ».

## Căsătoria

### Un urmaș la tron
Ca urmare a morții în noiembrie 1817 a unicului nepot al Regelui Goerge al III-lea, Prințesa Charlotte Augusta de Wales, succesiunea a început să pară nesigură. Prințul regent și fratele său mai mic, Ducele de York, deși căsătoriți, erau înstrăinați de soțiile lor și nu aveau nici un moștenitor legitim. Fiicele moștenitoare ale regelui George III erau toate trecute de vârsta la care puteau fi fertile. Ceilalți fii necăsătoriți ai Regelui George al III-lea, Ducele de Clarence (mai târziu Regele William al IV-lea), Ducele de Kent, și Ducele de Cambridge, toți s-au grăbit să contracteze căsătorii legale și să asigure un urmaș la tron. (Cel de-al cincilea fiu al Regelui George al III-lea, Ducele de Cumberland, era deja căsătorit dar nu avea nici un copil în viață în acel moment, în timp ce căsătoria celui de-al șaselea fiu, Ducele de Sussex, era nulă deoarece s-a căsătorit în contravenție cu Actul de Căsătorie Regal din 1772).

### Prințesa Victoria de Saxe-Coburg-Saalfeld
Din partea sa, Ducele de Kent, în vârstă de 50 ani, deja luând în considerare căsătoria și încurajat în această partidă cu cumnata nepoatei sale decedate Prințesa Charlotte, s-a logodit cu Prințesa Victoria de Saxe-Coburg-Saalfeld (17 august 1786 – 16 martie 1861) cuplul căsătorindu-se pe 29 mai 1818 la Schloss Ehrenburg, Coburg (în religia Luterană) și din nou pe 11 iulie 1818 la Kew Palace, Kew, Surrey.
Ei au avut un singur copil, Prințesa Alexandrina Victoria de Kent (24 mai 1819 – 22 ianuarie 1901), care a devenit Regina Victoria pe 20 iunie 1837. Ducele era foarte mândru de fiica sa spunându-le prietenilor săi  să se uite bine la ea deoarece ea va fi Regina Angliei.
Văduvă cu 3 copii (doi din prima căsătorie), Prințesa Victoria de Saxa-Coburg-Saalfeld era fiica Ducelui Franz Friedrich de Saxa-Coburg-Saalfeld și sora Prințului Leopold de Saxa-Coburg-Saalfeld soț al moștenitoarei tronului de-abia decedate. Primul soț al noii Ducese de Kent a fost Emich Carl, al doilea Prinț de Leiningen, cu care a avut 2 copii, un fiu Carl și o fiică Fedora.

## Viața târzie și moștenirea
Ducele de Kent a cumpărat o casă proprie de la Doamna Fitzherbert în 1801. Castelul Hill Lodge din Castlebar Hill Ealing a fost atunci plasat arhitectului James Wyatt și s-au cheltuit mai mult de £100,000. Un vecin apropiat al Little Boston House între 1815 și 1817 a fost US Envoy cu soția sa englezoaică. “Ne-am dus toți la biserică și am auzit o predică de caritate susținută de Dr. Crane în fața Ducelui de Kent”. În 1829 fostul ajutor de tabără al Ducelui a cumpărat casa de la Ducesa într-o tentativă de a-i reduce datoriile.
Ca urmare a nașterii Prințesei Victoria în mai 1819, Ducele și Ducesa au încercat să găsească un loc unde să trăiască fără prea multe cheltuieli, luând în considerare datoria foarte mare a Ducelui (ce nu a fost plătită până ce fiica sa a ajuns pe tron și plătită apoi în timp, din venitul ei). După ce le-a fost recomandată coasta Devonului, ei au închiriat de la General Baynes, în încercarea de a rămâne incognito, Cabana Woolbrook pe plaja Sidmouth.
Ducele de Kent a murit de pneumonie pe 23 ianuarie 1820 la Cabana Woolbrook, Sidmouth, Devon și a fost înmormântat în Capela Sf. George, la Castelul Windsor. El a  murit cu doar 6 zile înaintea tatălui sau, George al III-lea, și la mai puțin de un an de la nașterea fiicei sale.
El i-a precedat pe tatăl și pe cei trei frați mai mari ai săi, dar din moment ce nici unul dintre frații săi mai mari nu a avut nici un moștenitor legitim, fiica sa, Victoria, a succedat la tron la moartea unchiului său Regele William al IV-lea în 1837.

### Amante
Ducele de Kent a avut numeroase amante. În Geneva: Adelaide Dubus, care a murit la nașterea fiicei lor Adelaide Victoria Auguste Dubus (1789- în sau după 1832) și Anne Gabrielle Alexandrine More’ mama lui Edward Schenker Scheener (1789-1853). Scheener s-a căsătorit dar nu a avut copii și s-a întors la Geneva, probabil semnificativ în 1837, unde a și murit mai târziu.

#### Thérèse-Bernardine Montgenet
Ducele a fost acompaniat din 1790 până la căsătoria sa în 1818, timp de 28 de ani, de Doamna de Saint-Laurent sau Julie de St. Laurent (1760-1830) născută Therese-Bernardine Montgenet. Portretul Ducelui semnat de către Beechey a fost al ei.
Nu există nici o dovadă că ar fi rezultat copii dar multe familii din Canada au pretins a fi descendenți ai cuplului.

## Titluri și onoruri

### Titluri
- 2 noiembrie 1767 – 24 aprilie 1799: Înălțimea Sa Prințul Edward
- 24 aprilie 1799 – 23 ianuarie 1820 : Înălțimea Sa Ducele de Kent și Strathearn

### Onoruri
Prințul Edward a fost numit Cavaler al Ordinului Sf. Patrick pe 5 februarie 1783 și Cavaler al Ordinului Jartierei pe 2 mai 1786. George al III-lea l-a numit membru al Consiliului Privat  pe 5 septembrie 1799. Fratele său mai mare, Prințul Regent (mai târziu Regele George al IV-lea), l-a numit pe Ducele de Kent, Cavaler al Marii Cruci al Ordinului Bath în divizia militară pe 2 ianuarie 1815 și Cavaler al Marii Cruci al Ordinului Regal Guelphic (divizia militară) în 12 august 1815.